# Xiphidiopsis compacta
Xiphidiopsis compacta är en insektsart som beskrevs av Sänger och Brigitte Helfert 2004. Xiphidiopsis compacta ingår i släktet Xiphidiopsis och familjen vårtbitare. Inga underarter finns listade i Catalogue of Life.